# Novotroitske (Berezivka)
Novotroits'ke  (ucraniano: Новотроїцьке) es una localidad del Raión de Berezivka en el Óblast de Odesa de Ucrania. Según el censo de 2001, tiene una población de 53 habitantes.